# Scomigo
Scomìgo è una frazione del comune di Conegliano in provincia di Treviso. Dista circa 7 km dal capoluogo comunale. È riconosciuto paese della ceramica.
Notevole per affluenza e organizzazione sono la Sagra di Sant'Elena e la caratteristica festa "Laboratorio di Ceramica nel Borgo".

## Monumenti e luoghi d'interesse

### Chiesa
La chiesa di Sant'Elena, già filiale di Ogliano, divenne parrocchia con decreto del vescovo di Ceneda Lorenzo Da Ponte il 30 novembre 1746. Poco dopo (1779), però, fu soppressa e incorporata di nuovo alla parrocchia di Ogliano come curazia. Tornò parrocchia nel 1797 per ordine del vescovo Giambenedetto Falier; quest'ultimo consacrò la nuova costruzione nel 1798. L'edificio fu radicalmente restaurato e ampliato tra il 1865 e il 1866 e il 27 ottobre 1867 fu di nuovo consacrata dal vescovo Manfredo Giovanni Battista Bellati.
Nella chiesa, dietro l'altare, c'è un'opera di particolare pregio, la Madonna col Bambino in trono tra sant'Elena e san Tiziano di Francesco Beccaruzzi.

### Percorso della ceramica
Scomigo è anche «paese della ceramica». Un percorso composto da opere, alcune di grandi dimensioni, realizzate dai ceramisti di Scomigo sui muri e sulle vie del paese.